# اللياقة والعضلات (مجلة)
اللياقة والعضلات هي مجلة بناء أجسام أمريكية، أسسها جو ويدر، وتنشرها الآن مؤسسة أميريكان ميديا إنك.

## تاريخ المجلة
في عام 1936 تم إصدار الطبعة الأولي من مجلة اللياقة والعضلات، وكانت المجلة موجهة بشكل خاص منذ انطلاقها لفئة الرجال، وحظت بشهرة واسعة في أمريكا، بريطانيا وجميع دول أوروبا في بداية نشأتها.

## أهم الموضوعات التي تتناولها المجلة[5]
تعرض المجلة العديد من الموضوعات وجميعها ذات صلة بالرياضة ومن أهمها:
- الأنشطة البدنية والتمارين الرياضية.
- كمال الأجسام واللياقة البدنية.
- التغذية السليمة وأنظمة غذائية متكاملة.
- المكملات الغذائية (فيتامينات – بروتينات) ونصائح حول تناولها.
- احتراف المصارعة الحرة والعديد من الرياضات الأخرى.
- نصائح طبية وكل ما توصل له الخبراء والعلماء فيما يخص الرياضة.

## صفحة الغلاف
ظهرت العديد من الشخصيات الرياضية المعروفة عالمياً على غلاف مجلة اللياقة والعضلات ويتم تخصيص قسم داخل العدد لعرض مسيرتهم في عالم الرياضة وكيف وصلوا إلى الاحتراف وحققوا نجاحاً باهراً في مجالهم على سبيل المثال:
- جون سينا: وكان قد ظهر على غلاف المجلة في أكثر من مناسبة من قبل، وقد تحدث في هذا العدد عن مسيرته في عالم الرياضة وعن عشقة للمصارعة وعن أسباب نجاحه من حيث التزامه بالتمارين ونظام الأكل الصحي.[6]
- دوين جونسون: وقد صرح أنه وأسرته كانوا جزء من مجلة اللياقة والعضلات لمدة خمسة عشر عاماً.[7]

بروس لي، أرنولد شوارزينجر، 50 سنت، هيو جاكمان، روني كولمان، جيه كتلر، جيني لين، محمد علي، ستون كولد ستيف أوستن، جان كلود فان دام، تربل إتش، إفاندر هوليفيلد، بروك ليسنر، نيت ماركوارت، ستيفاني مكمان، فينس مكمان، جون موريسون، ماريس اوليت وغيرهم الكثير.

## محتوى المجلة[4]
- تعرض المجلة كل ما هو جديد وعصري في عالم الرياضة والرياضيين.[4]
- تضم المجلة العديد من الإعلانات التجارية بهدف الترويج لسلع ومنتجات وأجهزة خاصة بالرياضة على سبيل المثال: عرض مجموعات من المكملات الغذائية، منتجات تساعد على تقوية العضلات وأدوية للتخفيف من آلام الظهر والمفاصل.[4]
- تعرض المجلة معلومات عن طبيعة كل عضلة وكيفية خضوعها للتدريب ويكون ذلك تحت عنوان (كل شيء عن العضلات).[4]
- تعرض مجموعة من التمارين الرياضية الفعالة لتقوية أعضاء مختلفة من الجسم وتحسين مستوى اللياقة البدنية وتمارين خاصة بالأوزان الثقيلة.[4]
- تضم روشتة للأنظمة الغذائية السليمة وعناصر كل غذاء وتأثيره الإيجابي على اللياقة البدنية وتقوية العضلات.[4]
- تتحدث عن الإصابات الشائعة الناجمة عن ممارسة رياضة معينة وخاصة إصابات المفاصل والتشنجات العضلية وكيفية علاجها بمساعدة بعض الاستشارات الطبية.[4]
- تطرح استبيانات للمهتمين بمجال الرياضة واللياقة البدنية.[4]